# Dar (powieść Vladimira Nabokova)
Dar (org. Дар) – ostatnia rosyjskojęzyczna powieść Vladimira Nabokova, opublikowana w formie książkowej w 1953 roku. Opowiada o początkującym rosyjskim pisarzu Fiodorze Konstantynowiczu, żyjącym na emigracji w Berlinie, zawiera także napisaną przez niego powieść o życiu Mikołaja Czernyszewskiego.
Pisarz planował stworzenie kontynuacji Daru. W powieści tej ukochana bohatera, Zina, miałaby zginąć w wypadku, a on sam miał pogrążyć się w swoim życiu wewnętrznym. Utwór ten jednak nie powstał, a niektóre z zaplanowanych do niego motywów pisarz chciał wykorzystać w powieści Solus rex.

## Okoliczności powstania powieści
Nabokov rozpoczął pracę nad Darem po ukończeniu powieści Rozpacz w 1933 roku. W latach 1933–1934 zajmował się głównie zbieraniem materiałów dotyczących Mikołaja Czernyszewskiego, któremu planował poświęcić jeden z rozdziałów książki. Jednocześnie napisał kilka opowiadań, w tym Koło, opowiadające o rodzinie głównego bohatera Daru. W 1934 roku przerwał pracę nad powieścią, aby napisać Zaproszenie na egzekucję oraz dokonać angielskiego przekładu Rozpaczy, do pisania powieści powrócił dopiero w roku 1936. W kwietniu 1937 roku pierwszy rozdział powieści został opublikowany w emigracyjnym czasopiśmie "Sowriemiennyje zapiski". Jako kolejny Nabokov przygotował do druku rozdział czwarty, ale redaktorzy pisma nie chcieli się zgodzić na publikację w niechronologicznym porządku. Następnie okazało się, że "Sowriemiennyje zapiski" w ogóle nie zamierzają wydrukować rozdziału, zawierającego krytyczną i parodystyczną biografię Czernyszewskiego. Nabokov był rozgoryczony taką decyzją i odmówił w ogóle publikacji dalszych części Daru na łamach pisma. Z czasem jednak do zmiany decyzji zmusiły go trudności materialne – 3 września redakcja otrzymała od pisarza rozdział drugi, pozostałe (oprócz czwartego, zawierającego kontrowersyjną biografię) ukazywały się aż do października 1938 roku. Dopiero we wrześniu 1952 roku pojawiła się realna szansa na książkową publikację powieści – Nabokov wysłał rękopis do Wydawnictwa im. Czechowa, zajmującego się publikacją pisarzy emigracyjnych. Książkę opublikowano w 1953 roku.

## Zarys fabuły
Bohaterem powieści jest Konstanty Fiodorowicz Godunow-Czerdyncew, początkujący rosyjski poeta, mieszkający w Berlinie. Akcja rozpoczyna się pierwszego kwietnia w latach dwudziestych. Godunow opublikował jakiś czas wcześniej tomik wierszy o dzieciństwie, nie wzbudził on jednak zainteresowania w kręgach literackich. Znajome małżeństwo Jakowlewiczów namawia go na napisanie książki o ich synu Jaszy, który popełnił samobójstwo. Temat ten nie wzbudza jednak jego zainteresowania. Przez jakiś czas przymierza się do książki o swoim ojcu, znanym podróżniku, badaczu motyli i autorze dzieł naukowych, który zaginął w czasie jednej ze swoich podróży. Porzuca jednak w końcu i ten temat. Postanawia ostatecznie napisać biografię Mikołaja Czernyszewskiego. W zamyśle tym wspiera go jego ukochana, Zina Mertz. Opublikowane Życie Czernyszewskiego, ze względu na parodystyczny i ironiczny portret tytułowego bohatera, wywołuje skandal literacki i wiele niepochlebnych recenzji. Tymczasem Fiodor Konstantynowicz postanawia napisać kolejną powieść, tym razem tradycyjną, zawierającą dialogi i wątek miłosny. Tą właśnie książką okazuje się być Dar.